# Фрейдзон, Майя Григорьевна
 Майя Григорьевна Фрейдзон (род. 1936, Харьков) — советская шашистка, специализировавшаяся в русских шашках. Чемпионка СССР среди женщин 1961 года, бронзовый призёр чемпионата 1962 года. Мастер спорта СССР (1961).